# Vriesea cereicola
Vriesea cereicola là một loài thực vật có hoa trong họ Bromeliaceae. Loài này được (Mez) L.B.Sm. miêu tả khoa học đầu tiên năm 1958.